# Eternal Tears of Sorrow
Eternal Tears of Sorrow (с англ. — «Вечные Слёзы Печали») — финская группа, исполняющая музыку в стиле симфонический дэт-метал.

## История
Группа была сформирована в 1994 году при участии Ярмо Пуолаканахо, Алтти Ветелейнена и Олли-Пекка Тёррё, с 1991 по 1994, участвовавших в проектах Andromeda, MDC и DWN.
Проект Andromeda прекратил существование в конце 1992 года, поскольку место, где музыканты репетировали, сгорело. Через некоторое время участники поняли, что если муниципалитет и даст им новое место для репетиций, это будет не сразу; тогда они решили начать новый проект — MDC, записав демокассету осенью 1993 года. Оказалось, что песни на кассете получились лучше, чем музыканты ожидали, поэтому они решили продолжать. Весной 1994 года они записали новую демокассету под названием The Seven Goddesses of Frost. Поскольку проект превратился в серьёзную группу, они решили поменять название коллектива на Eternal Tears of Sorrow. На протяжении 1994—1996 годов участники были заняты работой над новым материалом (несмотря на то, что все участники группы служили в армии): они записали другую демокассету (Bard’s Burial), выпустили пару песен на сборках в Европе и Канаде и записали свой дебютный альбом Sinner’s Serenade.
Ещё через год с лишним дебютный альбом был выпущен под X-Treme Records — небольшим андерграундным лейблом из шведского Гётеборга. После второго альбома, Vilda Mánnu, группа подписала контракт со Spinefarm Records. За пределами Финляндии альбомы были лицензированы другими лейблами, такими как Drakkar Records в немецкоговорящих странах и Fono Records в России.
Третьим вышел альбом Chaotic Beauty, на котором группа представила трёх новых участников. Раскручивая альбом, группа ездила в европейский тур вместе с Nightwish и Sinergy.
Четвёртый альбом — A Virgin and a Whore — вышел в 2001 году и попал в чарт Finnish Album TOP 40. Сразу после его выпуска группа анонсировала перерыв в своей деятельности.
В январе 2003 года группа распалась ввиду того, что у участников появился интерес попытаться работать над чем-нибудь другим или вообще покинуть музыкальный бизнес.
В феврале 2005 года группа объявила, что они собираются вернуться. В течение года они работали над записью нового альбома, и в апреле 2006 вышел Before the Bleeding Sun. После небывалого прежде успеха с самым мелодичным и сильным на то время альбомом группа принялась за создание нового диска. Но здесь их ожидали проблемы с составом. Первым из прежнего состава EToS ушёл барабанщик Петри Санкала по причине ухудшения здоровья. Уход произошёл в самый разгар тура, и на его место пришел Юха Рааппана, который довольно быстро перенял концепцию игры прежнего исполнителя, а также звучания нового альбома. Перед самым сведением группу покинул гитарист Ристо Руут, мотивируя свой шаг тем, что он потерял страсть к музыке. Тем не менее ему на смену пришел молодой и талантливый гитарист Мики Ламмассаари.
В мае 2009 вышел альбом Children of the Dark Waters, который был очень высоко оценён критиками и фанатами группы. Российские критики, в частности, назвали его вальсом тьмы, квинтэссенцией чистого зла. Эволюционировав от атмосферности Before the Bleeding Sun к симфонизму, звук стал ещё более насыщенным и тяжёлым, сохранив при этом дэт-металлическую основу.

Мы очень разнообразили мелодику альбома. Изначально хотелось, чтобы он звучал, как Before the Bleeding Sun, но после недолгих размышлений мы решили, что сможем превзойти этот результат. Два с половиной года жизни мы положили на то, чтобы записать и отшлифовать этот альбом, и мы очень рады, что все это осталось в прошлом, и мы можем дать всем насладиться плодом нашего творчества!

По словам музыкантов, Children of the Dark Waters является концептуальным альбомом и продолжает тему, начатую в песне Angelheart, Ravenheart из Before the Bleeding Sun. В нём последовательно рассказывается история несчастных маленьких детей, которые были принесены в жертву, чтобы воскресить падшую душу Ravenheart.

## Дискография

### Альбомы
- Sinner's Serenade (1997)
- Vilda Mánnu (1998)
- Chaotic Beauty (2000)
- A Virgin and a Whore (2001)
- Before the Bleeding Sun (2006)
- Children of the Dark Waters (2009)[3]
- Saivon Lapsi (2013)

### Синглы
- «Last One For Life» (только в Финляндии) (2001)
- «Tears of Autumn Rain» (2009)

### Каверы
- «As I Die» (Paradise Lost)
- «Black Tears» (Edge of Sanity)
- «Flight of Icarus» (Iron Maiden)
- «Sick, Dirty and Mean» (Accept)

### Демо
- The Seven Goddesses of Frost (май 1994)
- Bard’s Burial (октябрь 1994)

### Демо эпохи Andromeda, DWN, и MDC
- The Fourth Dimension — (как Andromeda, май 1992)
- II (незаконченное демо) — (как Andromeda, август 1992)
- DWN (инструментальное демо) — (как D.W.N., июнь 1993)
- Beyond the Fantasy — (как M.D.C., октябрь 1993)

## Состав

### Нынешние участники
- Аллти Ветеляйнен — вокал, бас-гитара (с 1994)
- Ярмо Кюльмянен — вокал (с 2008)[4]
- Ярмо Пуолаканахо — гитара (с 1994)
- Мика Ламмассаари — гитара (с 2009)
- Янне Тольса — клавишные (с 2005)
- Юхо Рааппана — ударные (с 2008)[5]

### Бывшие участники
- Олли-Пекка Тёррё — гитара (1994—1999)
- Паси Хилтула — клавишные (1999—2003)
- Антти-Матти Талала — гитара (1999—2000)
- Антти Кокко — гитара (2001—2003)
- Петри Санкала — ударные (1999—2008)
- Ристо Руут — гитара (2005—2009)

### Гостевые музыканты на альбомах
- Хели Луоккала — вокал на Vilda Mánnu
- Кимберли Госс (Sinergy, Therion,Children of Bodom, Dimmu Borgir) — вокал на Chaotic Beauty
- Юха Кюльмянен (Reflexion, For My Pain…, Embraze) — вокал на A Virgin and a Whore
- Мириам «Sfinx» Ренвог (Ram-Zet, For My Pain…) — вокал на Before the Bleeding Sun
- Тони Какко (Sonata Arctica) — вокал на Before the Bleeding Sun
- Марко Хиетала (Tarot, Nightwish) — вокал на Before the Bleeding Sun

### Сессионные музыканты
- Петри Санкала — ударные на выступлениях 1997 и 1999 (перед тем как официально вступить в группу)
- Антти Кокко — бас-гитара на выступлениях 1997 и 1998 (перед тем как официально вступить в группу)
- Пекка Кокко (Kalmah) — бас-гитара на выступлениях
- Хейди Мяаття (Embraze) — клавишные на выступлениях